# Krinning (Lengdorf)
Krinning ist ein Gemeindeteil der Gemeinde Lengdorf im Landkreis Erding in Oberbayern.

## Lage
Der Weiler Krinning liegt in der Gemarkung Matzbach 2,25 Kilometer nordwestlich des Rathauses von Lengdorf.

## Bevölkerung
Im Mai 1987 lebten in Krinning fünfzehn Einwohner in vier Wohngebäuden, von denen eines in zwei Wohnungen aufgeteilt war.
| Jahr      | 1871 | 1925 | 1950 | 1970 | 1987 |
| Einwohner | 22   | 29   | 39   | 23   | 15   |